# Love and peace: Burning Spear live!
Love and peace: Burning Spear live!, alternatieve titel voor het album in Jamaica en Frankrijk Live 1993, is een muziekalbum van de Jamaicaanse reggaezanger Burning Spear uit 1994. Hij nam het album op tijdens zijn Amerikaanse tournee in 1993. De volgorde op de Franse en Jamaicaanse versie wijkt iets af van de Amerikaanse versie; daar komt Mek we dweet als tweede.

## Tracks
| Nummer | lied           | duur  |
| ------ | -------------- | ----- |
| 1.     | The Sun        | 5:54  |
| 2.     | I stand strong | 5:01  |
| 3.     | Come come      | 6:23  |
| 4.     | Take a look    | 10:21 |
| 5.     | Mek we dweet   | 3:28  |
| 6.     | Great men      | 5:08  |
| 7.     | Jah Kingdom    | 5:35  |
| 8.     | Mi gi dem      | 5:50  |
| 9.     | Peace          | 7:31  |

## Musici
- Winston Rodney, zang en percussie
- Lenford Richards, gitaar
- Linvall Jarrett, slaggitaar
- Jay Noel, toetsen
- James Smith, trompet
- Charles Dickey, trombone
- Mark Wilson, saxofoon
- Paul Beckford, basgitaar
- Nelson Miller, drums
- Alvin Haughton, percussie